# حاتم كامل
كان حاتم كامل عبد الفتاح البياتي (توفي 1 نوفمبر 2004) نائب محافظ محافظة بغداد في العراق.
اغتيل حاتم على يد مسلحين في سيارة مسرعة في بغداد، في منطقة جنوب الدورة، بينما كان في طريقه إلى العمل كما أصيب اثنان من حراسه الشخصيين في الهجوم.
شغل حاتم كامل منصب مفاوض الحكومة العراقية في الفلوجة وتحدى الادعاءات بأن العقل المدبر للإرهاب أبو مصعب الزرقاوي كان بالفعل في المنطقة. لقد صرح بأن مزاعم وجود الزرقاوي كانت مماثلة لمزاعم أسلحة الدمار الشامل السابقة في العراق. كان لديه طفلان صغيران في ذلك الوقت، ابنة، تبلغ من العمر عامين، وابن عمره 3 سنوات.

## ما هو مصدر المعلومة وهل بالامكان نشر رابط لقائه على تلفزيون الجزيرة
وقال في مقابلة مع تلفزيون الجزيرة «نريد أن نعرف ما هو الدليل على وجود الزرقاوي في الفلوجة». «أصبح الزرقاوي مثل أسلحة الدمار الشامل العراقية...» «نسمع هذا الاسم، لكنه غير موجود.» «تم تدمير أكثر من 15 إلى 20 منزلًا في الفلوجة لأنهم اتُهموا بإيواء الزرقاوي أو أتباع الزرقاوي.»